# Rivière-Trois-Pistoles
Pour les articles homonymes, voir Trois-Pistoles (homonymie).
Rivière-Trois-Pistoles un village compris dans le territoire de Notre-Dame-des-Neiges près de Trois-Pistoles dans Les Basques au Québec (Canada). La paroisse de Rivière-Trois-Pistoles se nomme Saint-Jean-Baptiste; cette dernière a été érigée canoniquement en 1906.